# Joseph d'Asté
Pour les articles homonymes, voir Asté (homonymie) et Aste.
Joseph d'Asté, également appelé Giuseppe D'Aste, Joseph D'Aste ou Joseph d'Aste, est un sculpteur d'origine italienne né à Naples le 21 juin 1872 et mort à Paris 15e le 27 décembre 1940, qui a essentiellement œuvré en France, plus précisément à Paris. 

## Biographie
Joseph d'Asté s'installe à Paris vers 1900 et expose au Salon des artistes français dès 1905. Ses groupes sculptés, qui représentent souvent  des enfants, imagent pour la plupart des représentations d'enfants. des scènes de la vie rurale et populaire. L'un de ces groupes, Paysans et enfants, réalisé entre 1850 et 1909, figure dans les collections du Musée d'Orsay. Joseph d'Asté sera actif jusqu'en 1935.
Il meurt au 8 rue Borromée, dans le 15e arrondissement, en 1940.